# Chabib Nurmagomedov
Chabib Abdulmanapovič Nurmagomedov, rusky Хаби́б Абдулмана́пович Нурмагоме́дов, avarsky ГӀабдулманапил ХӀабиб НурмухӀамадов (* 20. září 1988 Sildi) je ruský promotér smíšených bojových umění (MMA) a bývalý profesionální mistr smíšených bojových umění. Zápasil v lehké váze organizace Ultimate Fighting Championship (UFC), kde byl nejdéle vládnoucím šampionem – titul držel od dubna 2018 až do března 2021. Do důchodu odešel s neporaženým rekordem o 29 výhrách.
Nurmagomedov je dvojnásobný mistr světa v sambu, přičemž má zkušenosti z juda a zápasu. Jeho styl grapplingu z něj udělal jednoho z nejdominantnějších sportovců v historii MMA. Nurmagomedov byl v době svého odchodu do sportovního důchodu a až do odebrání titulu v březnu 2021 na prvním místě mužského žebříčku UFC v kategorii pound-for-pound (bez rozdílu vah). Žebříček Fight Matrix ho řadí jako nejlepšího bojovníka v lehké váze všech dob.
Pochází z Dagestánu v Rusku a je prvním muslimem, který získal titul UFC. Je nejsledovanějším Rusem na Instagramu, od června 2021 ho sleduje více než 29 milionů lidí. Jako promotér je známý propagací organizace Eagle Fighting Championship (EFC).

## Raný život
Chabib Abdulmanapovič Nurmagomedov se narodil 20. září 1988 do rodiny Avarů ve vesnici Sildi v Tsumadinském rajónu v Dagestánské ASSR, autonomní republice v rámci Ruské sovětské federativní socialistické republiky, Sovětského svazu. Má staršího bratra Magomeda a mladší sestru Aminu. Rodina jeho otce se přestěhovala ze Sildi do Kirovaulu, kde otec přestavěl přízemí jejich dvoupatrového domu na tělocvičnu. Nurmagomedov vyrůstal v domácnosti se svými sourozenci a bratranci. O bojová umění se začal zajímat, když sledoval tréninky studentů v tělocvičně.
Jak je u spousty dětí z Degestánu běžné, se zápasením začal už v raném věku, konkrétně v osmi letech pod vedením svého otce Abdulmanapa Nurmagomedova. Abdulmanap, významný sportovec a veterán sovětské armády, také od útlého věku zápasil a poté v armádě absolvoval výcvik v judu a sambu. Abdulmanap zasvětil svůj život výchově dagestánské mládeže v naději, že nabídne alternativu k islámskému extremismu, který je v regionu běžný. Když bylo Chabibovi devět let, bylo součástí jeho tréninku mimo jiné zápasení s medvídětem.
V roce 2001 se jeho rodina přestěhovala do Machačkaly, hlavního města Dagestánu, kde od 12 let trénoval zápas a od 15 let judo. V 17 letech pokračoval v tréninku bojového samba pod vedením svého otce. Podle Nurmagomedova byl přechod ze zápasu na judo obtížný, ovšem jeho otec chtěl, aby si zvykl soutěžit v kimonu (keikogi). Abdulmanap byl starším trenérem národního týmu bojového samba v Degestánské republice a trénoval několik sportovců v sambu v ruské Machačkale. Nurmagomedov se v mládí často účastnil pouličních rvaček, než se začal věnovat smíšeným bojovým uměním.

## Kariéra ve smíšených bojových uměních

### Počátky kariéry
Nurmagomedov debutoval v profesionálním MMA v září 2008 a během necelého měsíce dosáhl čtyř vítězství. Dne 11. října se stal šampionem prvního ročníku turnaje Atrium Cup, když na akci v Moskvě porazil své tři soupeře. V následujících třech letech zůstal neporažen, přičemž před limitem ukončil 11 z 12 soupeřů. Mezi ně patřil i zápas s budoucím uchazečem o titul Bellatoru Šahbulatem Šamhalajevem, který Nurmagomedov ukončil armbarem (pákou na loket) a znamenal tak debut v soutěži M-1 Global. V roce 2011 nastoupil k sedmi zápasům v rámci organizace ProFC a ve všech zvítězil díky technickému knockoutu (T.K.O.) nebo submisi (vzdání soupeře).
Bilance 16 výher a žádné porážky v regionálních okruzích v Rusku a na Ukrajině vyvolala zájem o Nurmagomedovovu smlouvu ze strany Ultimate Fighting Championship (UFC). Později Nurmagomedovův otec v rozhovoru prozradil, že kvůli sporu o smlouvu s ProFC vedli 11 soudních sporů o oprávněnost smlouvy s UFC. Po šesti prohraných a pěti vyhraných sporech dosáhli dohody a Chabib mohl pokračovat v jeho kariéře.

### Ultimate Fighting Championship

#### Rané zápasy v UFC a mistrovské soutěže
Na konci roku 2011 podepsal Nurmagomedov smlouvu na šest zápasů v lehké váze UFC.
Při svém debutu v UFC, 20. ledna 2012 na UFC on FX 1, Nurmagomedov porazil Kamala Shaloruse submisí ve třetím kole.
Nurmagomedov porazil Gleisona Tibaua 7. července 2012 na UFC 148 jednomyslným rozhodnutím, nicméně 5 ze 6 médií hodnotilo zápas ve prospěch Tibaua.
Další zápas se uskutečnil 19. ledna 2013 na UFC on FX 7 proti Thiagu Tavaresovi, kterého porazil knockoutem v prvním kole. Po zápase měl Tavares pozitivní test na drostanolon, anabolický steroid, díky čemuž dostal devítiměsíční suspendaci.
Nurmagomedov porazil Abella Trujilla 25. května 2013 na UFC 160 jednomyslným rozhodnutím. Při vážení Nurmagomedov překročil povolený limit, když vážil 71,9 kg. Dostal dvě hodiny na to, aby snížil váhu na maximální limit 71 kg, ale místo toho se rozhodl odevzdat Trujillovi část peněz ze své části a zápas proběhl v catchweight (smluvní váze). V průběhu zápasu Nurmagomedov vytvořil nový rekord UFC v počtu takedownů v jednom zápase – 21 úspěšných z 28 pokusů.
Ve svém pátém zápase, 21. září 2013 na UFC 165, se utkal s Patem Healym. Zápas vyhrál jednomyslným rozhodnutím. Na své první tiskové konferenci po skončení akce prezident UFC Dana White pochválil relativního nováčka slovy: „Ten poraz, kdy ho prostě nabere a hodí s ním, ve stylu Matta Hughese. Připomnělo mi to starého Matta Hughese, který přeběhl přes Oktagon, chytil protivníka a praštil s ním o zem. Ten kluk je vzrušující. Pravděpodobně s ním dokážeme velké věci.“
V prosinci Nurmagomedov na sociálních sítích vyzval Gilberta Melendeze a oba se měli utkat 22. února 2014 na UFC 170. Zápas byl však z neznámých důvodů zrušen a Melendeze nahradil Nate Diaz. I tento zápas byl nakonec zrušen, protože Diaz souboj odmítl. Nurmagomedov vyjádřil své zklamání v pořadu The MMA Hour: „Když říkají, že chtějí bojovat s těmi nejlepšími, měli by bojovat s těmi nejlepšími. Pokud budou chtít, utkám se s oběma najednou v kleci“.
Nurmagomedov se 19. dubna 2014 na UFC on Fox 11 utkal s Rafaelem dos Anjosem. Zápas vyhrál jednomyslným rozhodnutím.
Nurmagomedov byl krátce spojován se zápasem s Donaldem Cerronem, kdy se měli utkat 27. září 2014 na UFC 178. Tento zápas byl však rychle zrušen poté, co vyšlo najevo, že Nurmagomedov utrpěl zranění kolene. Později se očekávalo, že se s Cerronem utká 23. května 2015 na UFC 187. Nurmagomedov však 30. dubna ze zápasu odstoupil kvůli opakovanému zranění kolene a nahradil ho John Makdessi.

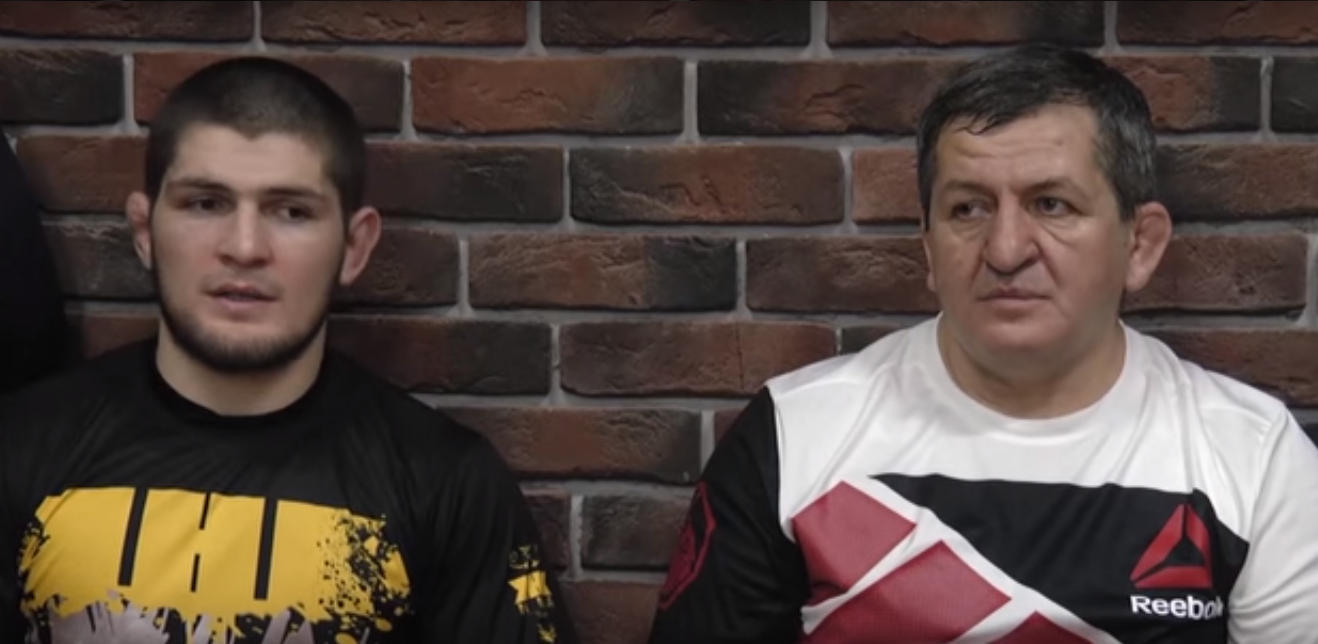
Nurmagomedov a jeho otec Abdulmanap v roce 2016

Nurmagomedov se měl utkat s Tonym Fergusonem 11. prosince 2015 na finále The Ultimate Fighter 22. Nurmagomedov však koncem října ze zápasu odstoupil s odkazem na další zranění a nahradil ho Edson Barboza.
Zápas s Fergusonem byl přeložen na 16. dubna 2016 na UFC on Fox 19. Dne 5. dubna však Ferguson ze zápasu odstoupil kvůli problémům s plícemi. Ferguson byl nahrazen nováčkem Darrellem Horcherem v catchweight ve váze 72,5 kg. Nurmagomedov vyhrál jednostranný zápas pomocí technického knockoutu (T.K.O.) ve druhém kole.
V září Nurmagomedov podepsal dvě smlouvy na titulový zápas proti úřadujícímu šampionovi UFC v lehké váze Eddiemu Alvarezovi a tu buď na zápasové kartě UFC 205, nebo UFC 206. Dana White potvrdil, že se zápas uskuteční na UFC 205. Nicméně 26. září UFC oznámila, že Alvarez bude místo toho obhajovat titul proti Conoru McGregorovi. Nurmagomedov vyjádřil svou nespokojenost na sociálních sítích a označil Alvareze za „šampióna hloupostí“, protože odmítl zápas a místo toho se rozhodl pro souboj s McGregorem, a obvinil UFC, že je „pouťovou atrakcí“.
Místo titulové šance se Nurmagomedov utkal s Michaelem Johnsonem 12. listopadu 2016 na UFC 205. Nurmagomedov v zápase dominoval a nechal se slyšet, jak říká Danu Whiteovi, aby mu dal titulový zápas, když Johnsona zmlátil a ve třetím kole zvítězil submisí.
Potřetí se měl s Fergusonem utkat 4. března 2017 na UFC 209 o prozatímní titul šampiona v lehké váze, ovšem Nurmagomedov onemocněl kvůli nepovedenému hubnutí a zápas byl v důsledku toho zrušen.
Nurmagomedov se utkal s Edsonem Barbozou 30. prosince 2017 na UFC 219. Nurmagomedov dominoval ve všech třech kolech, kdy bral Barbozu opakovaně na zem a zde boj kontroloval pomocí metody ground and pound (kontrola a údery na zemi). Zápas vyhrál jednomyslným rozhodnutím. Tímto vítězstvím také získal svou první peněžní odměnu za výkon večera.

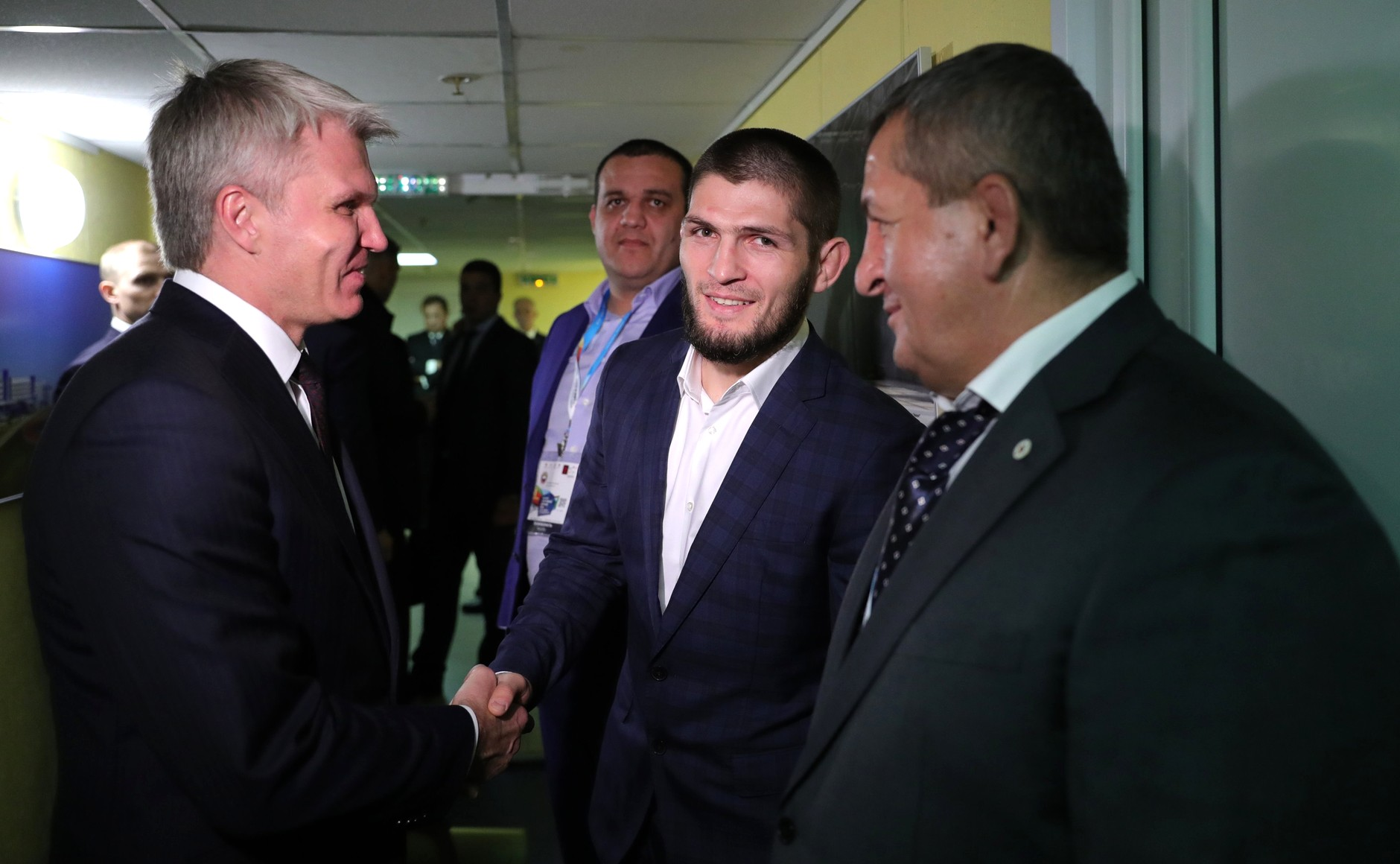
Ministr sportu Pavel Kolobkov (vlevo) gratuluje Nurmagomedovi k vítězství v lehké váze UFC

### Šampion UFC v lehké váze

#### Nurmagomedov vs. Iaquinta
Zápas s Fergusonem byl naplánován již počtvrté a měl se uskutečnit 7. dubna 2018 na UFC 223. Dne 1. dubna 2018 však bylo oznámeno, že si Ferguson poranil koleno a měl ho nahradit Max Holloway. Dne 6. dubna byl Holloway ze zápasu stažen poté, co ho Newyorská státní atletická komise (NYSAC) prohlásila za nezpůsobilého k zápasení kvůli extrémnímu snížení hmotnosti a nahradil ho Al Iaquinta. Zařazení Iaquinty do zápasu bylo kontroverzní: první volba UFC na místo Hollowaye, Anthony Pettis, vážil o devět setin kila více, než je limit šampionátu (70,3 kg) a nerozhodl se pro převážení. Druhou volbu, Paula Feldera, NYSAC odmítla, protože v době zápasu nebyl v žebříčku UFC. Na vítězství měl nárok pouze Nurmagomedov, protože Iaquinta rovněž převážil o devět deka nad váhový limit šampionátu. Nurmagomedov v zápase dominoval, zvítězil jednomyslným rozhodnutím a stal se šampionem UFC v lehké váze.

#### Nurmagomedov vs. McGregor

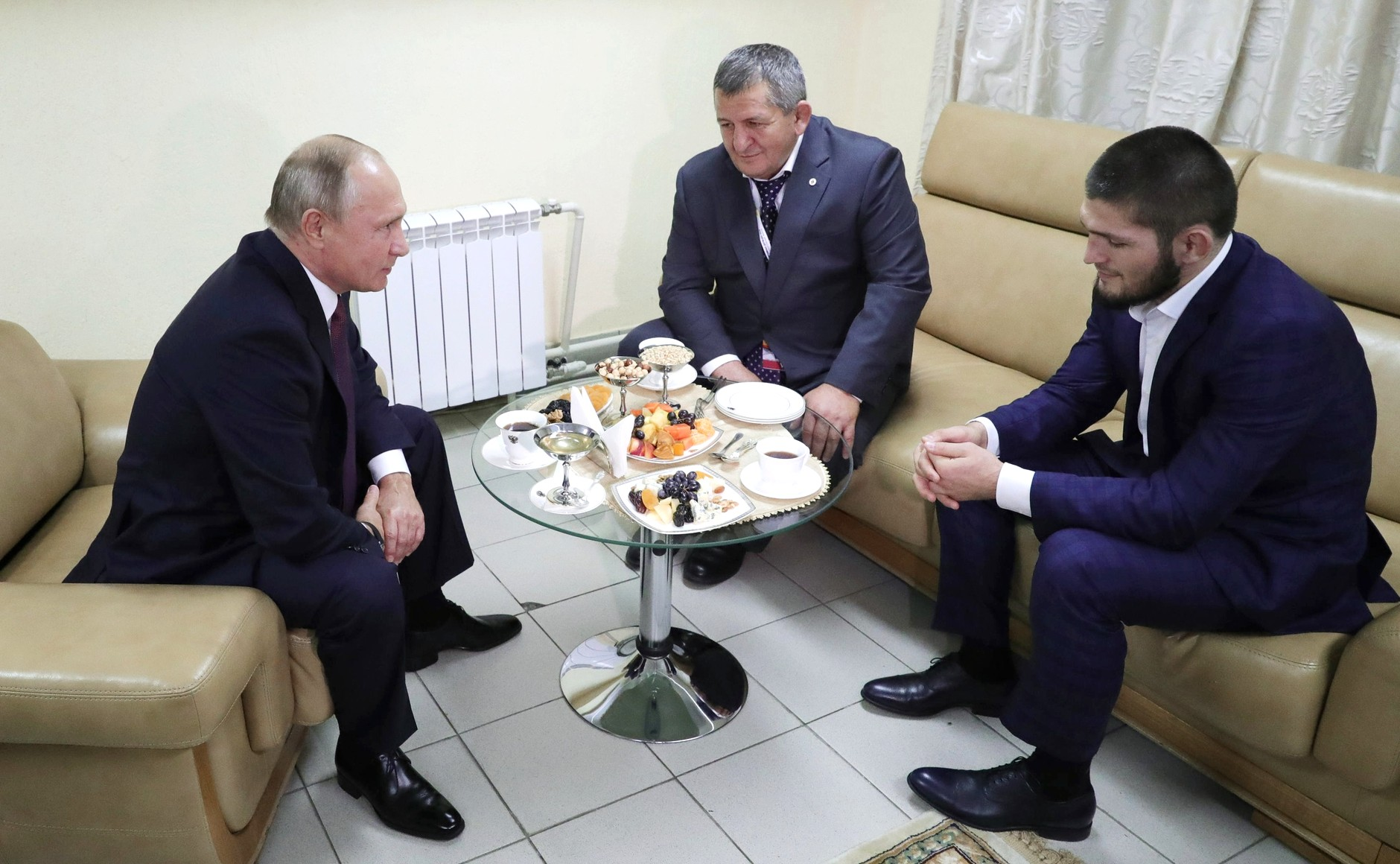
Nurmagomedov a jeho otec na setkání s ruským prezidentem Vladimirem Putinem čtyři dny po vítězství nad McGregorem

V pátek, 3. srpna 2018, UFC oznámila, že Nurmagomedov bude 6. října v Las Vegas poprvé obhajovat titul v lehké váze proti Conoru McGregorovi na UFC 229. V zápase Nurmagomedov vyhrál první dvě kola, ovšem ve třetím kole prohrál. Bylo to poprvé, co Nurmagomedov prohrál kolo ve své kariéře v UFC. McGregora se mu podařilo porazit ve čtvrtém kole přes submisi (páka na krk, anglicky neck crank). Po zápase Nurmagomedov přelezl oktagon a pokusil se napadnout člena McGregorova týmu Dillona Danise, což vyústilo ve rvačku mezi oběma týmy. Událost přilákala 2,4 milionu diváků, což je nejvíce v historii MMA.

#### Nurmagomedov vs. Poirier
V červnu 2019 podepsal Nurmagomedov s UFC novou smlouvu na několik zápasů. V prvním zápase v rámci své nové smlouvy, 7. září 2019, podruhé obhájil svůj titul proti prozatímnímu šampionovi lehké váhy Dustinu Poirierovi v hlavním zápase na UFC 242. Zápas vyhrál ve třetím kole pomocí škrcení zezadu (anglicky rear-naked choke). Vítězství sjednotilo oba tituly a získalo Nurmagomedovovi druhou prémii za výkon večera. Po zápase si na projev respektu vyměnili trička. V pozápasovém rozhovoru Nurmagomedov řekl, že tričko, které mu Poirier dal, prodá a výtěžek věnuje Poirierově charitě. Tričko se prodalo za 100 000 dolarů, přičemž tuto sumu dorovnal prezident UFC Dana White.

#### Nurmagomedov vs. Gaethje
Nurmagomedov měl svůj titul obhajovat proti Tonymu Fergusonovi 18. dubna 2020 na UFC 249. Jednalo se o pátý naplánovaný zápas mezi touto dvojicí, přičemž měli oba bojovníci v UFC sérii 12 vítězství. Nurmagomedov však nemohl opustit Rusko kvůli omezení leteckého provozu v důsledku pandemie covidu-19, a tak byl z karty vyřazen. Ferguson se místo toho utkal s nejlepším uchazečem o prozatímní titul UFC v lehké váze Justinem Gaethjem na UFC 249, které bylo odloženo na 9. května. Gaethje v zápase zvítězil v pátém kole přes TKO (technický knockout), čímž ukončil Fergusonovu sérii vítězství a zajistil si šanci na boj o nesporný titul proti Nurmagomedovovi.
Nurmagomedov se s Gaethjem utkal v sjednocovacím zápase 24. října 2020, hlavním zápase na UFC 254. Nurmagomedov vyhrál zápas technickou submisí s trojúhelníkovým škrcením (anglicky triangle choke) v druhém kole, čímž obhájil a znovu sjednotil titul mistra UFC v lehké váze. V rozhovoru po zápase Nurmagomedov oznámil, že končí se smíšenými bojovými uměními. Vysvětlil, že své matce slíbil, že bez svého zesnulého otce nebude pokračovat v zápasení: „V žádném případě sem nepřijdu bez otce. Bylo to poprvé po tom, co se stalo s mým otcem, když mi UFC zavolala kvůli Justinovi, mluvil jsem s matkou tři dny. Nechtěla, abych šel zápasit bez otce, ale já jsem jí slíbil, že to bude můj poslední zápas. Když jsem jí dal své slovo, musím to dodržet. Byl to můj poslední zápas tady.“ Toto vítězství mu získalo cenu za výkon večera. Daniel Cormier po zápase v epizodě DC & Helwani prohlásil, že Chabib řekl, že zvolil trojúhelníkové škrcení místo páky na ruku, aby zabránil Gaethjeho zranění.

### Odchod do důchodu a dovolená mistra UFC v lehké váze
Navzdory pokusům vyjednat další zápas oznámil prezident UFC Dana White 19. března 2021, že přijal Nurmagomedovovo rozhodnutí ukončit kariéru a že titul šampióna UFC v lehké váze se stal oficiálně neobsazený.

### Promotér MMA
Po svém odchodu do důchodu koupil za milion dolarů ruskou MMA organizaci Gorilla Fighting Championship (GFC) a přejmenoval ji na Eagle Fighting Championship (EFC).

## Šampionáty a úspěchy

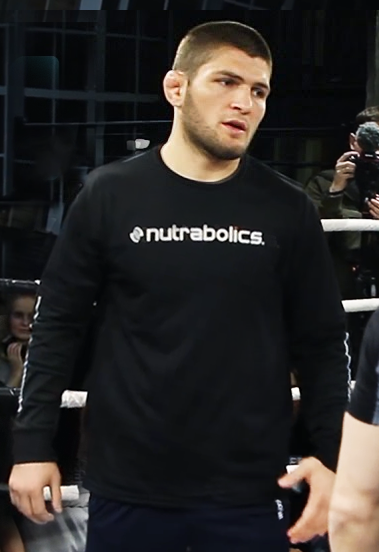
Nurmagomedov v roce 2017

### Smíšená bojová umění
- Ultimate Fighting Championship
  - Mistrovství UFC v lehké váze (jednou)
    - Tři úspěšné obhajoby titulu

  - Nejdéle vládnoucí šampion lehké váhy v historii UFC (1077 dní)
  - Výkon večera (třikrát) (vs. Edson Barboza, Dustin Poirier a Justin Gaethje)[63][79][90]
  - Nejvíce takedownů (porazů/strhů) v jednom zápase UFC (UFC 160: 21 takedownů z 28 pokusů; 3 kola) vs. Abel Trujillo[33]
  - Nejvíc obhajob titulu v lehké váze v historii UFC (3) (s B.J. Pennem, Frankiem Edgarem a Bensonem Hendersonem)
  - Nejvíce po sobě jdoucích obhajob titulu v lehké váze v historii UFC (drží spolu s B.J. Pennem, Frankiem Edgarem a Bensonem Hendersonem)
  - Nejvíce vyhraných titulů v lehké váze v historii UFC (4) (drží spolu s B.J. Pennem a Bensonem Hendersonem)[96]
  - Nejvíce vítězství přes submisi v soubojích o titul v lehké váze v historii UFC (3)
  - Nejvíce po sobě jdoucích vítězství v lehké váze v historii UFC (13)[97]
  - Druhý největší počet vítězství přes submisi v titulových zápasech v historii UFC (3) (drží spolu s Jonem Jonesem, Rondou Rouseyovou, Mattem Hughesem a B.J. Pennem)
  - Druhý ruský šampion UFC (po Olegu Taktarovovi)[98]
  - První muslimský šampion UFC[99]
  - Ocenění 2020 UFC Honors Submission of the Year (vs. Justin Gaethje)[100][101]
- M-1 Global
  - M-1 Challange: Výběr pro rok 2009
- Atrium Cup
  - Vítěz turnaje Pankration Atrium Cup 2008
- Sherdog.com
  - 2013 Breakthrough Fighter of the Year (Průlomový bojovník roku 2013).[102]
  - 2016 Beatdown of the Year (Porážka roku 2016) (UFC 205: vs Michael Johnson).[103]
  - 2016 Comeback Fighter of the Year[104]
- Fightbooth.com
  - 2013 Staredown of the Year (UFC 160: vs Abel Trujillo)[105]
- MMAdna.nl
  - 2017 Performance of the Year (Výkon roku 2017) (UFC 219: vs Edson Barboza)[106]
- MMAjunkie.com
  - 2020 October Submission of the Month (Submise měsíce října 2020) vs. Justin Gaethje[107]
- World MMA Awards
  - 2016 International Fighter of the Year (Mezinárodní zápasník roku 2016)[108]
- Wrestling Observer Newsletter
  - Mixed Martial Arts Most Valuable (2020)[109]
- BBC Sports Personality World Sport Star of the Year
  - 2020 World Sport Star of the Year (Světová sportovní hvězda roku 2020)[110]
- Russian Public Opinion Research Center (VTsIOM)
  - Best Sportsman in Russia (Nejlepší sportovec v Rusku)[111]
- ESPY Award
  - 2021 Best MMA fighter (Nejlepší zápasník MMA 2021)[112]

### Sambo
- Combat Sambo Federation of Russia (Ruská federace bojového samba)
  - 2009 Russian Combat Sambo Championships (−74 kg) Gold Medalist – (Zlatý medailista z mistrovství Ruska v bojovém sambu 2009) (−74 kg)[113][114]
- World Combat Sambo Federation
  - 2009 World Combat Sambo Championships (−74 kg) Gold Medalist – (Zlatý medailista z mistrovství světa v bojovém sambu 2009) (−74 kg)[115][116]
  - 2010 World Combat Sambo Championships (−82 kg) Gold Medalist – (Zlatý medailista z mistrovství světa v bojovém sambu 2010) (−82 kg)[117]

### ARB(Army Hand-to-Hand Combat)
- Russian Union of Martial Arts (Ruská unie bojových umění)
  - European Champion of Army Hand-to-Hand Combat

### Pankratión
- International Pankration federation (Mezinárodní federace pankratiónu)
  - European Pankration Champion (Mistr Evropy v pankratiónu)

### Grappling
- NAGA World Championship (Mistrovství světa NAGA)
  - 2012 Men's No-Gi Expert Welterweight Champion[118]
  - 2012 ADCC Rules No-Gi Expert Welterweight Champion[118]

## Bojový styl
Nurmagomedov používá styl založený na zápase a neustálém tlaku, který je často popisován jako „mauling“. Snaží se uplatňovat různé zápasnické a judo/sambo takedowny (porazy/strhy/hody), tlačí své soupeře ke kleci a blokuje jim nohy a ruku, aby jim zabránil v úniku. Z této pozice vyčerpává soupeře tím, že na něj tlačí celou svou váhou a útočí rozvážnými údery, kterým se protivník často nedokáže bránit. Během své kariéry dosáhl devatenácti z devětadvaceti vítězství buď na základě TKO/KO (technického knockoutu/knockoutu), nebo na základě submise.
Bývalý trojnásobný šampion UFC v těžké váze a dvojnásobný šampion UFC v polotěžké váze Randy Couture označil Nurmagomedova jako „skvělého“. Komentátor MMA Joe Rogan, držitel černého pásu v 10th Planet Jiu-Jitsu a brazilském Jiu-Jitsu, o Nurmagomedovovi řekl: „Je to nejděsivější soupeř v lehké váze na světě a je prostě na tak jiné úrovni [grapplingu], že šance na jeho poražení výrazně klesá už po první minutě a půl.“ Rozhodčí UFC Herb Dean prohlásil, že Nurmagomedov během zápasu neustále mluví se svými soupeři.

## Osobní život
Jako součást dagestánsko-avarské kultury nosí po zápasech a během propagačních akcí často papachu. Hovoří několika jazyky, včetně avarštiny, ruštiny, angličtiny, turečtiny a arabštiny. Od roku 2019 je studentem třetího ročníku Plechanovovy ruské ekonomické univerzity. Je vášnivým fotbalovým fanouškem a příznivcem klubů Anži Machačkala, Galatasaray, Real Madrid a Liverpoolu a také ruské reprezentace.
Nurmagomedov je sunnitský muslim. V říjnu 2020 deník The Guardian uvedl, že je druhým nejpopulárnějším muslimským sportovcem na světě, hned po egyptském fotbalistovi Mohamedu Salahovi. Deník The Guardian dále uvedl, že od svého významného vítězství nad McGregorem využívá vlivného postavení k „prosazování svého ultrakonzervativního světonázoru“. V roce 2018 se vyslovil pro zásah proti nočním klubů ve svém rodném Dagestánu a kritizoval rapový koncert v Machačkale, což vedlo k tomu, že rapper Jegor Kreed zrušil svá vystoupení v regionu. V roce 2019 vystoupil proti divadelní hře, která se konala v Dagestánu a v níž se objevila scéna, kde spoře oděná žena svádí muže. Hru označil za „hnus“, doporučil, aby její uvedení vyšetřila vláda a vyzval zúčastněné, aby se veřejně omluvili, což údajně vedlo k tomu, že producentovi hry bylo na sociálních sítích vyhrožováno. V říjnu 2020 kritizoval francouzského prezidenta Francie Emmanuela Macrona v souvislosti s vraždou Samuela Patyho a prohlásil: „Nechť Všemohoucí znetvoří tvář této bytosti a všech jejích následovníků, kteří pod heslem svobody slova urážejí city více než jedné a půl miliardy muslimů. Kéž je Všemohoucí poníží v tomto i příštím životě.“
Nurmagomedov trénoval s SC Bazarganova v Kiziljurtu v Dagestánu (2012), K-Dojo, AMA Fight Club ve Fairfieldu v New Jersey (2012), Mamishev Fight Team v Petrohradě (2012), Fight Spirit Team v Kolpinu, Petrohradě (2013) a KHK MMA Team v Bahrajnu (2015), který financoval bahrajnský princ Chálid bin Hamad Al Chalífa. V roce 2016 spoluzaložil vlastní tým Eagles MMA s podporou dagestánského miliardáře Ziyavudina Magomedova. Poté, co byl Magomedov v roce 2018 zatčen na základě obvinění ze zpronevěry, využil Nurmagomedov svůj projev po zápase na UFC 223 k tomu, aby apeloval na ruského prezidenta Vladimira Putina k propuštění Magomedova z vězení. Nurmagomedov také pořádal tréninkový seminář v bojovém klubu Akhmat MMA, který financuje hlava Čečenské republiky Ramzan Kadyrov, jenž je z některých stran kritizován za údajné porušování lidských práv ze strany své vlády.

### Rodina
Nurmagomedov se v červnu 2013 oženil s Patimat a mají spolu tři děti: dceru narozenou 1. června 2015, syna narozeného 30. prosince 2017 a syna narozeného 22. prosince 2019. První syn dostal jméno Magomed, po Khabibově pradědečkovi. Mezi Nurmagomedovovy bratrance patří jeho kolegové z UFC Abubakar Nurmagomedov, Umar Nurmagomedov a zápasník Bellatoru Usman Nurmagomedov.
V květnu 2020 byl Nurmagomedovův otec a dlouholetý trenér Abdulmanap uveden do uměle navozeného kóma poté, co se nakazil covidem-19 po operaci srdce. Zemřel 3. července 2020 na klinice v Moskvě ve věku 57 let.

### Ocenění
V říjnu 2018, po svém vítězství nad McGregorem na UFC 229, byl jmenován starostou Grozného Ibrahimem Zakrievem „čestným občanem Grozného“. Hlava Čečenska Ramzan Kadyrov mu také věnoval automobil značky Mercedes, financovaný z nadace Achmada Kadyrova a jeho otci Abdulmanapovi udělil Kadyrov titul „Zasloužilý pracovník tělesné kultury Čečenské republiky“.
Hlava Dagestánské republiky Vladimir Vasiljev udělil 5. prosince 2019 Nurmagomedovovi a jeho otci Abdulmanapovi Řád za zásluhy o Dagestánskou republiku za „významný přínos sportu v Dagestánu“.

## Kontroverze

### Útok na autobus na mediálním dni UFC 223
Mezi Nurmagomedovem a jeho spolubojovníkem Artěmem Lobovem došlo 3. dubna 2018 k hádce, při níž Nurmagomedov a jeho doprovod Lobova zahnali do kouta a několikrát ho udeřili. Lobov je známý jako blízký Conoru McGregorovi, s nímž měl Nurmagomedov slovní přestřelky a trash talk. O dva dny později, během propagačních vystoupení k UFC 223, byl McGregor a jeho doprovod vpuštěn do Barclays Center pověřenými členy svého propagačního týmu. Konfrontovali Nurmagomedova, který byl v autobuse odjíždějícím z arény, v němž byli další zápasníci „červeného rohu“ pro UFC 223, včetně Rose Namajunasové, Al Iaquinty, Karoliny Kowalkiewicz, Raye Borga a Michaela Chiesy. McGregor se rozběhl vedle pomalu jedoucího autobusu a proběhl kolem něj, aby popadl kovový rudl pro vybavení, který hodil do okna autobusu a poté se pokusil hodit i další předměty v okolí. Chiesa a Borg byli zraněni roztříštěným sklem a převezeni do nemocnice. Na doporučení NYSAC a lékařského týmu UFC byli brzy z karty staženi.
McGregor a další zúčastnění po incidentu nejprve utekli z Barclays Center. Prezident UFC Dana White oznámil, že na McGregora byl vydán zatykač a NYPD (New York City Police Department) uvedla, že je McGregor „zájmovou osobou“. White tvrdí, že mu McGregor sdělil prostřednictvím textové zprávy: „Tohle se muselo udělat.“ White k tomu řekl:„Dovedete si představit, že bude čelit neuvěřitelné žalobě“ a odmítl náznaky, že násilí bylo trikem, který měl vyvolat zájem o UFC. McGregor se později sám přihlásil na policejní stanici, kde čelil třem obviněním z napadení a jednomu obvinění z trestného činu ublížení na zdraví. Při obžalobě byl dále obviněn z ohrožování a ohrožení z nedbalosti a propuštěn na kauci 50 000 dolarů do 14. června 2018. Podle podmínek kauce stanovených soudcem mohl McGregor cestovat bez omezení. McGregor se později přiznal k výtržnictví a bylo mu nařízeno vykonat pět dní veřejně prospěšných prací a navštěvovat kurzy zvládání hněvu.

### Incident na UFC 229
Po vítězství nad McGregorem na UFC 229 6. října 2018 Nurmagomedov přeskočil přes plot oktagonu a zaútočil na McGregorova trenéra (rohovníka) Dillona Danise. Danis údajně křičel urážky na Nurmagomedova. Krátce poté se McGregor a Abubakar Nurmagomedov, Chabibův bratranec, pokusili opustit oktagon, ale došlo mezi nimi k potyčce poté, co McGregor udeřil Abubakara, který mu úder vrátil. McGregor byl poté v oktagonu zezadu napaden dvěma Nurmagomedovými trenéry (rohovníky), Zubairem Tuchugovem a Esedem Emiragaevem. Tuchugov, čečenský bojovník, měl zápasit 27. října 2018 na UFC Fight Night: Volkan vs. Smith proti Artemu Lobovovi, členovi McGregorova týmu, který se v dubnu 2018 střetl s Nurmagomedovem. Tuchugov byl 17. října z karty odstraněn.
Státní atletická komise v Nevadě (NSAC) Nurmagomedovovi v důsledku toho pozastavila platbu za zápas, dokud nebude vyšetřeno jeho jednání. Na pozápasovém rozhovoru se omluvil NSAC s tím, že ho vyprovokovalo McGregorovo slovní napadání a incident s autobusem na UFC 223, a dodal: „Nemůžete mluvit o náboženství. Nemůžete mluvit o národu. Chlapi, o těchto věcech nemůžete mluvit. Tohle je pro mě velmi důležité.“ Později na Instagramu napsal, že McGregora varoval, že zaplatí za všechno, co 6. října udělal. Chabibův otec Abdulmanap později prohlásil, že k McGregorovi nechová zášť a pozval ho do Ruska na trénink.
NSAC podala formální stížnost na Nurmagomedova i McGregora a 24. října odhlasovala návrh na okamžité uvolnění poloviny Nurmagomedovovy odměny ze zápasu ve výši 2 milionů dolarů. Nurmagomedov i McGregor obdrželi zákaz činnosti na dobu neurčitou, než oficiální slyšení určí disciplinární výsledek pozápasové rvačky. NSAC oznámila 29. ledna 2019 devítiměsíční suspendaci pro Nurmagomedova (se zpětnou platností od 6. října 2018) a pokutu 500 000 dolarů. Znovu se mohl zúčastnit soutěže 6. července 2019. McGregor dostal šestiměsíční suspendaci a pokutu 50 000 dolarů, zatímco Abubakar Nurmagomedov a Zubaira Tuchugov dostali každý 12měsíční suspendaci a pokutu 25 000 dolarů. Chabib Nurmagomedov si na rozhodnutí NSAC stěžoval a prohlásil, že si již nepřeje soutěžit ve státě Nevada.

## Záznamy smíšených bojových umění
| 29 zápasů   | 29 výher | 0 proher |
| ----------- | -------- | -------- |
| Knockoutem  | 8        | 0        |
| Submisí     | 11       | 0        |
| Rozhodnutím | 10       | 0        |

| Výsledek | Bilance | Soupeř                 | Metoda                                                      | Událost                                         | Datum             | Kolo | Čas  | Místo                                        | Poznámka |
| -------- | ------- | ---------------------- | ----------------------------------------------------------- | ----------------------------------------------- | ----------------- | ---- | ---- | -------------------------------------------- | --- |
| Výhra    | 29–0    | Justin Gaethje         | Technická submise (triangle choke – trojúhelníkové škrcení) | UFC 254                                         | 24. říjen 2020    | 2    | 1:34 | Abú Zabí, Spojené arabské emiráty            | Obhájil a sjednotil titul mistra UFC v lehké váze. Výkon večera (Performance of the Night). Později titul uvolnil. |
| Výhra    | 28–0    | Dustin Poirier         | Submise (rear-naked choke – škrcení zezadu)                 | UFC 242                                         | 7. září 2019      | 3    | 2:06 | Abú Zabí, Spojené arabské emiráty            | Obhájil a sjednotil titul mistra UFC v lehké váze. Výkon večera (Performance of the Night)                         |
| Výhra    | 27–0    | Conor McGregor         | Submise (neck crank)                                        | UFC 229                                         | 6. říjen 2018     | 4    | 3:03 | Las Vegas, Nevada, Spojené státy americké    | Obhájil titul šampiona UFC v lehké váze.                                                                           |
| Výhra    | 26–0    | Al Iaquinta            | Rozhodnutí (jednomyslně)                                    | UFC 223                                         | 7. duben 2018     | 5    | 5:00 | Brooklyn, New York, Spojené státy americké   | Získal volný titul šampiona UFC v lehké váze.                                                                      |
| Výhra    | 25–0    | Edson Barboza          | Rozhodnutí (jednomyslně)                                    | UFC 219                                         | 30. prosinec 2017 | 3    | 5:00 | Las Vegas, Nevada, Spojené státy americké    | Výkon večera (Performance of the Night).                                                                           |
| Výhra    | 24–0    | Michael Johnson        | Submise (kimura)                                            | UFC 205                                         | 12. listopad 2016 | 3    | 2:31 | New York, New York, Spojené státy americké   | |
| Výhra    | 23–0    | Darrell Horcher        | TKO (údery)                                                 | UFC on Fox: Teixeira vs. Evans                  | 16. duben 2016    | 2    | 3:38 | Tampa, Florida, Spojené státy americké       | Zápas v catchweight (smluvní váze) do 72.5 kg                                                                      |
| Výhra    | 22–0    | Rafael dos Anjos       | Rozhodnutí (jednomyslně)                                    | UFC on Fox: Werdum vs. Browne                   | 19. duben 2014    | 3    | 5:00 | Orlando, Florida, Spojené státy americké     | |
| Výhra    | 21–0    | Pat Healy              | Rozhodnutí (jednomyslně)                                    | UFC 165                                         | 21. září 2013     | 3    | 5:00 | Toronto, Ontario, Kanada                     | |
| Výhra    | 20–0    | Abel Trujillo          | Rozhodnutí (jednomyslně)                                    | UFC 160                                         | 25. květen 2013   | 3    | 5:00 | Las Vegas, Nevada, Spojené státy americké    | Zápas v catchweight (smluvní váze) do 71,9 kg, Nurmagomedov nedosáhl váhy.                                         |
| Výhra    | 19–0    | Thiago Tavares         | KO (údery a lokty)                                          | UFC on FX: Belfort vs. Bisping                  | 19. leden 2013    | 1    | 1:55 | São Paulo, Brazílie                          | Tavares měl pozitivní test na drostanolon.                                                                         |
| Výhra    | 18–0    | Gleison Tibau          | Rozhodnutí (jednomyslně)                                    | UFC 148                                         | 7. červenec 2012  | 3    | 5:00 | Las Vegas, Nevada, Spojené státy americké    | |
| Výhra    | 17–0    | Kamal Shalorus         | Submise (rear-naked choke – škrcení zezadu)                 | UFC on FX: Guillard vs. Miller                  | 20. leden 2012    | 3    | 2:08 | Nashville, Tennessee, Spojené státy americké | Návrat do lehké váhy.                                                                                              |
| Výhra    | 16–0    | Arymarcel Santos       | TKO (údery)                                                 | ProFC 36: Battle on the Caucas                  | 22. říjen 2011    | 1    | 3:33 | Chasavjurt, Rusko                            | |
| Výhra    | 15–0    | Vadim Sandulskiy       | Submise (triangle choke – trojúhelníkové škrcení)           | ProFC / GM Fight: Ukraine Cup 3                 | 15. září 2011     | 1    | 3:01 | Oděsa, Ukrajina                              | |
| Výhra    | 14–0    | Hamiz Mamedov          | Submise (triangle choke – trojúhelníkové škrcení)           | ProFC 30: Battle on Don                         | 5. srpen 2011     | 1    | 3:15 | Rostov na Donu, Rusko                        | |
| Výhra    | 13–0    | Kadzhik Abadzhyan      | Submise (triangle choke – trojúhelníkové škrcení)           | ProFC: Union Nation Cup Final                   | 2. července 2011  | 1    | 4:28 | Rostov na Donu, Rusko                        | |
| Výhra    | 12–0    | Ashot Shaginyan        | KO (údery)                                                  | ProFC: Union Nation Cup 15                      | 5. květen 2011    | 1    | 2:18 | Rostov na Donu, Rusko                        | |
| Výhra    | 11–0    | Said Khalilov          | Submise (kimura)                                            | ProFC: Union Nation Cup 14                      | 9. duben 2011     | 1    | 3:16 | Rostov na Donu, Rusko                        | |
| Výhra    | 10–0    | Alexander Agafonov     | TKO (corner stoppage)                                       | M-1 Selection Ukraine 2010: The Finals          | 12. únor 2011     | 2    | 5:00 | Kyjev, Ukrajina                              | |
| Výhra    | 9–0     | Vitaliy Ostroskiy      | TKO (údery)                                                 | M-1 Selection Ukraine 2010: Clash of the Titans | 18. září 2010     | 1    | 4:06 | Kyjev, Ukrajina                              | |
| Výhra    | 8–0     | Ali Bagov              | Rozhodnutí (jednomyslně)                                    | Golden Fist Russia                              | 10. červen 2010   | 2    | 5:00 | Moskva, Rusko                                | Návrat do velterové váhy.                                                                                          |
| Výhra    | 7–0     | Shahbulat Shamhalaev   | Submise (armbar – páka na ruku)                             | M-1 Challenge: 2009 Selections 9                | 3. listopad 2009  | 1    | 4:36 | Petrohrad, Rusko                             | Návrat do lehké váhy.                                                                                              |
| Výhra    | 6–0     | Eldar Eldarov          | TKO (údery)                                                 | Tsumada Fighting Championship 3                 | 8. srpen 2009     | 2    | 2:44 | Agvali, Rusko                                | Vyhrál turnaj Tsumada Fighting Championship 3.                                                                     |
| Výhra    | 5–0     | Said Akhmed            | TKO (údery)                                                 | Tsumada Fighting Championship 3                 | 8. srpen 2009     | 1    | 2:05 | Agvali, Rusko                                | Debut ve velterové váze. Semifinále turnaje Tsumada Fighting Championship 3.                                       |
| Výhra    | 4–0     | Shamil Abdulkerimov    | Rozhodnutí (jednomyslně)                                    | Pankration Atrium Cup 1                         | 11. říjen 2008    | 2    | 5:00 | Moskva, Rusko                                | Vyhrál turnaj Pankration Atrium Cup 1.                                                                             |
| Výhra    | 3–0     | Ramazan Kurbanismailov | Rozhodnutí (jednomyslně)                                    | Pankration Atrium Cup 1                         | 11. říjen 2008    | 2    | 5:00 | Moskva, Rusko                                | Semifinále turnaje Pankration Atrium Cup 1.                                                                        |
| Výhra    | 2–0     | Magomed Magomedov      | Rozhodnutí (jednomyslně)                                    | Pankration Atrium Cup 1                         | 11. říjen 2008    | 2    | 5:00 | Moskva, Rusko                                | |
| Výhra    | 1–0     | Vusal Bayramov         | Submise (triangle choke – trojúhelníkové škrcení)           | CSFU: Champions League                          | 13: září 2008     | 1    | 2:20 | Poltava, Ukrajina                            | Debut v lehké váze.                                                                                                |

## Televizní sledovanost

### Pay-per-view (PPV)
| Událost         | Boj o titul         | Datum           | Místo konání          | Město                                      | Počet koupí |
| --------------- | ------------------- | --------------- | --------------------- | ------------------------------------------ | ----------- |
| UFC 223         | Chabib vs. Iaquinta | 7. duben 2018   | Barclays Center       | Brooklyn, New York, Spojené státy americké | 350 000     |
| UFC 229         | Chabib vs. McGregor | 6. říjen 2018   | T-Mobile Arena        | Las Vegas, Nevada, Spojené státy americké  | 2 400 000   |
| UFC 242         | Chabib vs. Poirier  | 7. září 2019    | The Arena, Yas Island | Abú Zabí, Spojené arabské emiráty          | Nedostupné  |
| UFC 254         | Chabib vs. Gaethje  | 24. říjen 2020  | Flash Forum           | Abú Zabí, Spojené arabské emiráty          | 500 000     |
| Celkově prodáno | Celkově prodáno     | Celkově prodáno | Celkově prodáno       | Celkově prodáno                            | 3 250 000   |

| Událost         | Undercard souboj   | Datum             | Počet koupí |
| --------------- | ------------------ | ----------------- | ----------- |
| UFC 165         | Chabib vs. Healy   | 21. září 2013     | 310 000     |
| UFC 219         | Chabib vs. Barboza | 30. prosinec 2017 | 380 000     |
| Celkově prodáno | Celkově prodáno    | Celkově prodáno   | 690 000     |

### Televizní síť (PPV nezapočítáno)
| Událost                                | Boj o titul                            | Datum                                  | Země           | Televizní kanál     | Počet sledujících | Reference |
| -------------------------------------- | -------------------------------------- | -------------------------------------- | -------------- | ------------------- | ----------------- | --------- |
| UFC 229                                | Chabib vs. McGregor                    | 6. říjen 2018                          | Rusko          | Match TV            | 4 000 000         | [ 178 ]   |
| UFC 229                                | Chabib vs. McGregor                    | 6. říjen 2018                          | Anglie         | BT Sport 1          | 1 282 500         | [ 179 ]   |
| UFC 229                                | Chabib vs. McGregor                    | 6. říjen 2018                          | Rusko / Anglie |                     | 5 282 500         |           |
| UFC 242                                | Chabib vs. Poirier                     | 7. září 2019                           | Russia         | První kanál (Rusko) | 26 000 000        | [ 180 ]   |
| UFC 254                                | Chabib vs. Gaethje                     | 24. říjen 2020                         | Rusko          | REN TV              | 10 800 000        | [ 181 ]   |
| Celková sledovanost (PPV nezapočítáno) | Celková sledovanost (PPV nezapočítáno) | Celková sledovanost (PPV nezapočítáno) | Rusko          | Rusko               | 40 800 000        |           |
| Celková sledovanost (PPV nezapočítáno) | Celková sledovanost (PPV nezapočítáno) | Celková sledovanost (PPV nezapočítáno) | Rusko / Anglie | Rusko / Anglie      | 42 082 500        |           |